# Esaias Compenius
Esaias Compenius (Eisleben, 1572 ? – Hillerød, 1617) è stato un organaro e organista tedesco.

## Biografia
Esaias Compenius era figlio dell'organaro Heinrich Compenius il Vecchio. Anche suo fratello Heinrich Compenius il Giovane e suo zio Timotheus Compenius erano costruttori di strumenti musicali.
Nel 1589, durante la costruzione di un organo ad Hettstedt, ebbe alcune divergenze di vedute con suo padre circa la realizzazione del somiere. Il loro rapporto dovette incrinarsi a tal punto che Esaias si trasferì nel Magdeburgo. Lì entrò al servizio del duca Enrico Giulio di Brunswick-Lüneburg e conobbe Michael Praetorius, all'epoca organista di corte, con il quale instaurò un durevole rapporto di amicizia.
Intorno al 1610 il duca gli commissionò la costruzione di un organo da sala, dotato di canne interamente in legno. Per esaudire la commissione Esaias realizzò lo strumento che, noto come Organo Compenius, attualmente si trova presso il Castello di Frederiksborg, in Danimarca.
Morì nel 1617. Anche i suoi figli Adolph e Peter Lorenz furono organari, così come lo fu suo nipote Esaias il Giovane.

## Opere principali
| Anno | Città         | Luogo         | Immagine | Manuali | Registri | Annotazioni                                               |
| ---- | ------------- | ------------- | -------- | ------- | -------- | --------------------------------------------------------- |
|      | Magdeburgo    |               |          |         |          |                                                           |
| 1589 | Hettstedt     |               |          |         |          | Costruito insieme a suo padre.                            |
| 1603 | Gröningen     | Castello      |          | II/P    |          | Riparazione.                                              |
| 1610 | Frederiksborg | Castello      |          | II/P    | 27       | Vedi la pagina di approfondimento.                        |
| 1613 | Kroppenstedt  | Martinikirche |          | II/P    |          | Dell'organo di Compenius si conservano solo alcune parti. |
| 1615 | Bückeburg     | Stadtkirche   |          | III/P   | 48       | Distrutto, ricostruito nel 1993-1997 da Rudolf Janke.     |